# میلو گیبسون
مایلو گیبسون (به انگلیسی: Milo Gibson)، (زاده ۱۶ نوامبر ۱۹۹۰) بازیگر اهل ایالات متحده آمریکا است. او پسر مل گیبسون است. او برای نقش‌هایش در فیلم‌های ستیغ هک‌سا، (۲۰۱۶)، سرزمین گانگستر (۲۰۱۷) همه مردان شیطان (۲۰۱۸)، توفند (۲۰۱۸)، شکست و خروج (۲۰۱۸)، پاسگاه (۲۰۲۰) و زیر چراغ‌های استادیوم (۲۰۲۱) شناخته می‌شود.
گیبسون در استرالیا به دنیا آمد و در ملیبو، کالیفرنیا بزرگ شد. گیبسون قبل از شروع حرفه بازیگری خود به عنوان یک برقکار کار می‌کرد. گیبسون اولین فیلم خود را در فیلم پدرش ستیغ هک‌سا انجام داد.